# Teodor Koskenniemi
Fredrik Teodor Koskenniemi (* 5. November 1887 in Vihti; † 15. März 1965 ebenda) war ein finnischer Leichtathlet.
Teodor Koskenniemi nahm bei den Olympischen Spielen 1920 in Antwerpen am Geländelauf teil und belegte Platz 6 in der Einzelwertung. In der Mannschaftswertung gewann er zusammen mit dem Erstplatzierten Paavo Nurmi und dem Drittplatzierten Heikki Liimatainen die Goldmedaille.